# Elizabeth Allan
Elizabeth Allan (Skegness, 9 aprile 1910 – Hove, 27 luglio 1990) è stata un'attrice britannica.

## Biografia
Nata a Skegness (Lincolnshire), Elizabeth Allan trascorse quattro anni sui palcoscenici dell'Old Vic, prima di debuttare sul grande schermo nel 1931 con il ruolo di Ursula Browne nel film Alibi. In questa prima fase della sua carriera, lavorò sia per gli studi cinematografici Twickenham sia per la Gainsborough Production, per la quale interpretò i film Michael and Mary (1931) e Service for Ladies, quest'ultimo diretto da Alexander Korda.
Nel 1933 partì per Hollywood e fu scritturata dalla casa produttrice MGM. Il suo anno d'oro fu il 1935, durante il quale apparve in due adattamenti di opere di Charles Dickens, Davide Copperfield di George Cukor, nel quale interpretò il ruolo della giovane e sfortunata madre del ragazzino protagonista, e Le due città, in cui ricoprì il ruolo di Lucie Manette. Nello stesso anno apparve anche nell'horror Mark of the Vampire di Tod Browning.
Nel 1936 apparve in altri due film di rilievo, le pellicole in costume Margherita Gauthier, in cui affiancò Greta Garbo, e Una donna si ribella, in cui recitò accanto a Katharine Hepburn. Nel 1938, dopo che la MGM aveva annunciato di volerla come protagonista de La cittadella, il suo ruolo venne assegnato a Rosalind Russell, e la Allan lasciò lo Studio per far ritorno in Inghilterra.
Durante gli anni quaranta, l'attrice fece solo alcune sporadiche apparizioni sul grande schermo, e la sua carriera virò verso interpretazioni da caratterista. Tra i suoi ruoli più memorabili, quello della moglie frustrata di Trevor Howard in L'incubo dei Mau Mau (1953), adattamento del romanzo Il nocciolo della questione di Graham Greene, e quello della moglie di Boris Karloff nell'horror poliziesco Lo strangolatore folle (1958).
Nell'ultima fase della sua carriera, lavorò anche in serie televisive e apparve in alcuni giochi a quiz per il piccolo schermo, tra cui la versione inglese di What's My Line?. Nel 1952 fu nominata personaggio femminile televisivo dell'anno in Gran Bretagna.

## Vita privata
Nel 1932 la Allan sposò Wilfred J. O'Bryen, che le era stato presentato dall'attore Herbert Marshall. Il matrimonio durò fino alla morte di O'Bryen, avvenuta nel 1977.
Elizabeth Allan morì di nefropatia a Hove, nell'East Sussex, il 27 luglio 1990, all'età di 80 anni.

## Filmografia

### Cinema
- Alibi, regia di Leslie S. Hiscott (1931)
- Rodney Steps In, regia di Guy Newall - cortometraggio (1931)
- The Rosary, regia di Guy Newall (1931)
- Black Coffee, regia di Leslie S. Hiscott (1931)
- Chin Chin Chinaman, regia di Guy Newall (1931)
- Many Waters, regia di Milton Rosmer (1931)
- Michael and Mary, regia di Victor Saville (1931)
- Service for Ladies, regia di Alexander Korda (1932)
- The Chinese Puzzle, regia di Guy Newall (1932)
- Down Our Street, regia di Harry Lachman (1932)
- Insult, regia di Harry Lachman (1932)
- The Lodger, regia di Maurice Elvey (1932)
- Nine Till Six, regia di Basil Dean (1932)
- The Shadow, regia di George A. Cooper (1933)
- The Lost Chord, regia di Maurice Elvey (1933)
- Looking Forward, regia di Clarence Brown (1933)
- No Marriage Ties, regia di J. Walter Ruben (1933)
- The Solitaire Man, regia di Jack Conway (1933)
- Ace for Aces, regia di J. Walter Ruben (1933)
- Il mistero del signor X (The Mystery of Mr. X), regia di Edgar Selwyn e Richard Boleslawski (1934)
- Uomini in bianco (Men in White), regia di Richard Boleslawski (1934)
- Java Head, regia di J. Walter Ruben (1934)
- Outcast Lady, regia di Robert Z. Leonard (1934)
- Davide Copperfield (The Personal History, Adventures, Experience, & Observation of David Copperfield the Younger), regia di George Cukor (1935)
- Mark of the Vampire, regia di Tod Browning (1935)
- Le due città (A Tale of Two Cities), regia di Jack Conway e Robert Z. Leonard (1935)
- Una donna si ribella (A Woman Rebels), regia di Mark Sandrich (1936)
- Margherita Gauthier (Camille), regia di George Cukor (1936)
- Michele Strogoff (The Soldier and the Lady), regia di George Nichols Jr. (1937)
- Il mercante di schiavi (Slave Ship), regia di Tay Garnett (1937)
- Dangerous Medicine, regia di Arthur B. Woods (1938)
- It Might Be You, regia di R.M. Lloyd (1938) - cortometraggio
- Inquest, regia di Roy Boulting (1939)
- The Girl Who Forgot, regia di Adrian Brunel (1940)
- Saloon Bar, regia di Walter Forde (1940)
- The Great Mr. Handel, regia di Norman Walker (1942)
- Went the Day Well?, regia di Alberto Cavalcanti (1942)
- He Snoops to Conquer, regia di Marcel Varnel (1944)
- Tramonto d'amore (The Dangerous Age), regia di Gregory Ratoff (1949)
- Il viaggio indimenticabile (No Highway - titolo USA No Highway in the Sky), regia di Henry Koster (1951)
- The Concert - film tv (1951)
- Folly to Be Wise, regia di Frank Launder (1953)
- C'era una volta… (Twice Upon a Time), regia di Emeric Pressburger (1953)
- L'incubo dei Mau Mau (The Heart of the Matter), regia di George More O'Ferrall (1953)
- L'isola nell'asfalto (Front Page Story), regia di Gordon Parry (1954)
- La droga maledetta (The Brain Machine), regia di Ken Hughes (1955)
- Channel Nine (1955) – cortometraggio
- Born for Trouble, regia di Desmond Davis (1955)
- Lo strangolatore folle (Grip of the Strangler), regia di Robert Day (1958)

## Doppiatrici italiane
- Rosetta Calavetta in Margherita Gauthier, Il mercante di schiavi
- Dhia Cristiani in Le due città

## Televisione
- The Adventures of Aggie: # 1.1 (1956)
- Call Oxbridge 2000: # 1.3 (1961)
- The Very Merry Widow (1967) – 1 episodio